# Viktar Scheimann
 (juillet 2020).
Si vous disposez d'ouvrages ou d'articles de référence ou si vous connaissez des sites web de qualité traitant du thème abordé ici, merci de compléter l'article en donnant les références utiles à sa vérifiabilité et en les liant à la section « Notes et références ».
Viktor Scheimann
Viktar Ouladzimiravitch Scheimann (en biélorusse : Віктар Уладзіміравіч Шэйман ; en russe : Виктор Владимирович Шейман, Viktor Vladimirovitch Scheimann), né le 26 mai 1958, est un homme politique biélorusse.